# Incendie d'un immeuble résidentiel à Mangaf en 2024
Tôt dans la matinée du 12 juin 2024, un incendie se déclare dans un immeuble résidentiel à Mangaf, dans le gouvernorat d'Al Ahmadi au Koweït, faisant 50 victimes parmi des travailleurs migrants et 56 blessés. La plupart des victimes meurent d'inhalation de fumées, d'autres décèdent de chutes de cet immeuble.

## Déroulement de l'incendie
L'incendie au rez-de-chaussée de cet immeuble résidentiel de six étages est signalé à 6 h 0 du matin heure locale (soit 3 h 0 GMT). Quelques 196 ouvriers résident dans l'immeuble le jour de l'incendie ; la plupart se trouvent dans le bâtiment lors de la catastrophe,.
L'incendie se déclenche dans la salle de la sécurité puis s'étend à la cuisine, où se trouvent 20 bombonnes de gaz de pétrole liquéfié ainsi que d'autres matériaux inflammables, ce qui accélère la propagation des flammes,. Les flammes engloutissent la partie inférieure de l'édifice, tandis qu'une épaisse fumée noire se dégage des étages supérieurs. La plupart des décès sont imputés à l'inhalation de fumées lors du sommeil,, tandis que d'autres victimes décèdent de leurs blessures à la suite de chutes. Les forces de sécurité parviennent à secourir 67 rescapés ; cependant, cinq pompiers sont blessés durant les opérations de sauvetage. L'incendie est éteint dix minutes après l'arrivée des pompiers.
L'enquête préliminaire démontre que l'incendie a été déclenché par un court-circuit électrique dans la pièce de l'agent de sécurité située au rez-de-chaussée et a été accéléré par le matériau inflammable qui composait les cloisons intérieures. L'enquête révèle également que les victimes n'ont pas pu trouver refuge sur le toit, car la trappe qui y menait était fermée.

## Victimes
Au total, cinquante hommes sont tués dans l'incendie. Plus de cinquante autres sont blessés et transférés vers des hôpitaux. Ils étaient tous employés dans le groupe NBTC, une entreprise de construction basée au Koweït. Des représentants de l'ambassade indienne se rendent au chevet des blessés. Jusqu'au 14 juin, 48 corps sont identifiés. Il s'agit du deuxième incendie le plus meurtrier de l'histoire du Koweït après l'incendie volontaire qui a tué 57 convives d'un mariage en 2009.
Au moins 46 victimes décédées sont des citoyens indiens, dont au moins 23 sont originaires de l'État du Kerala,,, sept du Tamil Nadu, trois de l'Andhra Pradesh et de l'Uttar Pradesh, deux de l'Odisha ; enfin, d'autres victimes sont originaires du Bihar, de l'Haryana, du Jharkhand, du Karnataka, du Pendjab, du Maharashtra et du Bengale-Occidental,. Ils sont tous âgés d'entre 20 et 50 ans. Au total, 56 victimes de l'incendie sont admises dans des établissements de santé. Près de 50 citoyens indiens ont été blessés ; plus de trente d'entre eux sont soignés à l'hôpital d'Al Adan, où l'ambassadeur indien Adarsh Swaika leur a rendu visite Trois travailleurs immigrés philippins figurent également parmi les morts, tandis que deux autres Philippins ont été grièvement blessés. Parmi les blessés figurent en outre plusieurs citoyens népalais.
L'économie du Koweït est largement dépendante des travailleurs immigrés (→ Démographie du Koweït), dont les conditions de vie ont été dénoncées par plusieurs organisations de défense des droits de l'homme. Entre 2022 et 2024, plus de 1 400 travailleurs immigrés indiens sont morts au Koweït, tandis que l'ambassade d'Inde à Koweït a reçu 16 423 plaintes de citoyens indiens entre mars 2021 et décembre 2023 (principalement pour retard de paiement des salaires, harcèlement et insalubrité des logements). Un nombre importants de travailleurs immigrés sont retournés en Inde lors de la pandémie de Covid-19.

## Conséquences légales
À la suite de l'incendie, le ministre de l'Intérieur Al-Sabah ordonne l'arrestation du propriétaire de l'immeuble, du concierge et du chef de l'entreprise qui employait les travailleurs immigrés. Il affirme que la catastrophe a été causée par des manquements aux normes de sécurité du bâti,. Un fonctionnaire supérieur de police indique à la télévision publique que les travailleurs immigrés ont été souvent mis en garde contre la surpopulation dans ce type de bâtiment au Koweït. Le propriétaire du bâtiment est finalement incarcéré pour mise en danger de la vie d'autrui,.

## Réactions internationales
Le Premier ministre indien Narendra Modi s'est dit « attristé » par la catastrophe et a exprimé ses condoléances aux victimes et à leurs familles. Il annonce que l'État indien versera une compensation de 200 000 roupies indiennes (soit 2 394 dollars américains) à chacune des familles des citoyens indiens décédés dans la tragédie. Le ministre indien des Affaires étrangères Subrahmanyam Jaishankar présente également ses condoléances, tandis que le ministre d'État aux Affaires étrangères Kirti Vardhan Singh, dépêché au Koweït pour organiser le rapatriement des corps des défunts avec le ministre koweïtien des Affaires étrangères Abdallah Al-Yahya. Le 14 juin, les corps parviennent en Inde grâce à un avion de la Force aérienne indienne. Celui-ci s'arrête d'abord à Cochin, où sont débarqués les corps des défunts originaires d'Inde du Sud, puis s'envole vers Delhi, où les autres dépouilles sont débarquées.
En Arabie saoudite, le roi Salmane et le prince Mohammed ben Salmane font part de leurs condoléances envers le Koweït et souhaitent un prompt rétablissement aux blessés. Les ministères des Affaires étrangères des Émirats arabes unis et de l'Iran expriment également leur solidarité envers le Koweït via des communiqués,.
Le 13 juin, la Conférence des évêques catholiques du Kerala exprime ses condoléances pour les familles des victimes, qualifiant la catastrophe de « déchirante ». La plupart des victimes étaient originaires de cet État indien, et nombre d'entre eux étaient chrétiens. Le père Jacob Palakkappilly, porte-parole da Conférence épiscopale, affirme que les évêques du Kerala prient pour le prompt rétablissement des blessés.